# 青井達也
青井達也（あおい たつや、1932年（昭和7年）7月3日 - 2009年（平成21年）3月22日）は、日本の元ラグビー選手。

## プロフィール
- 大阪府出身。
- ポジションはセンター(CTB)。
- 日本代表キャップは6。

## 経歴
旧制天王寺中学校在学中の1950年、第30回全国高等学校ラグビーフットボール大会で優勝を果たした。慶應義塾大学へ入学後もラグビー部ではキャプテンを務め、日本代表にも選出されイングランド遠征に同行した。卒業後は横河電機へと入社し、ラグビー部の選手として活動したほか、日本ヒューレット・パッカード取締役、横河レンタ・リース常務取締役を歴任し、実業界でも活躍した。引退後も日本ラグビー協会理事や慶應義塾大学ラグビー部OB会の黒黄会の会長などを務めた。
2009年3月22日に脳梗塞で死去。76歳没。